# Canarisch groot koolwitje
Het Canarisch groot koolwitje (Pieris cheiranthi) is een dagvlinder uit de familie witjes (Pieridae). De spanwijdte bedraagt tussen de 57 en 66 millimeter.
De vliegtijd van deze vlinder die alleen voor komt op de Canarische Eilanden loopt van maart tot en met oktober. De vlinder vliegt tot een hoogte van 2600 meter.
De vlinder is een nauwe verwant van het groot koolwitje maar onderscheidt zich door de veel grotere zwarte vlekken op de vleugels.
Waardplanten van de rupsen zijn Tropaeolum majus en Crambe strigosa.